# Opel 8/16 PS

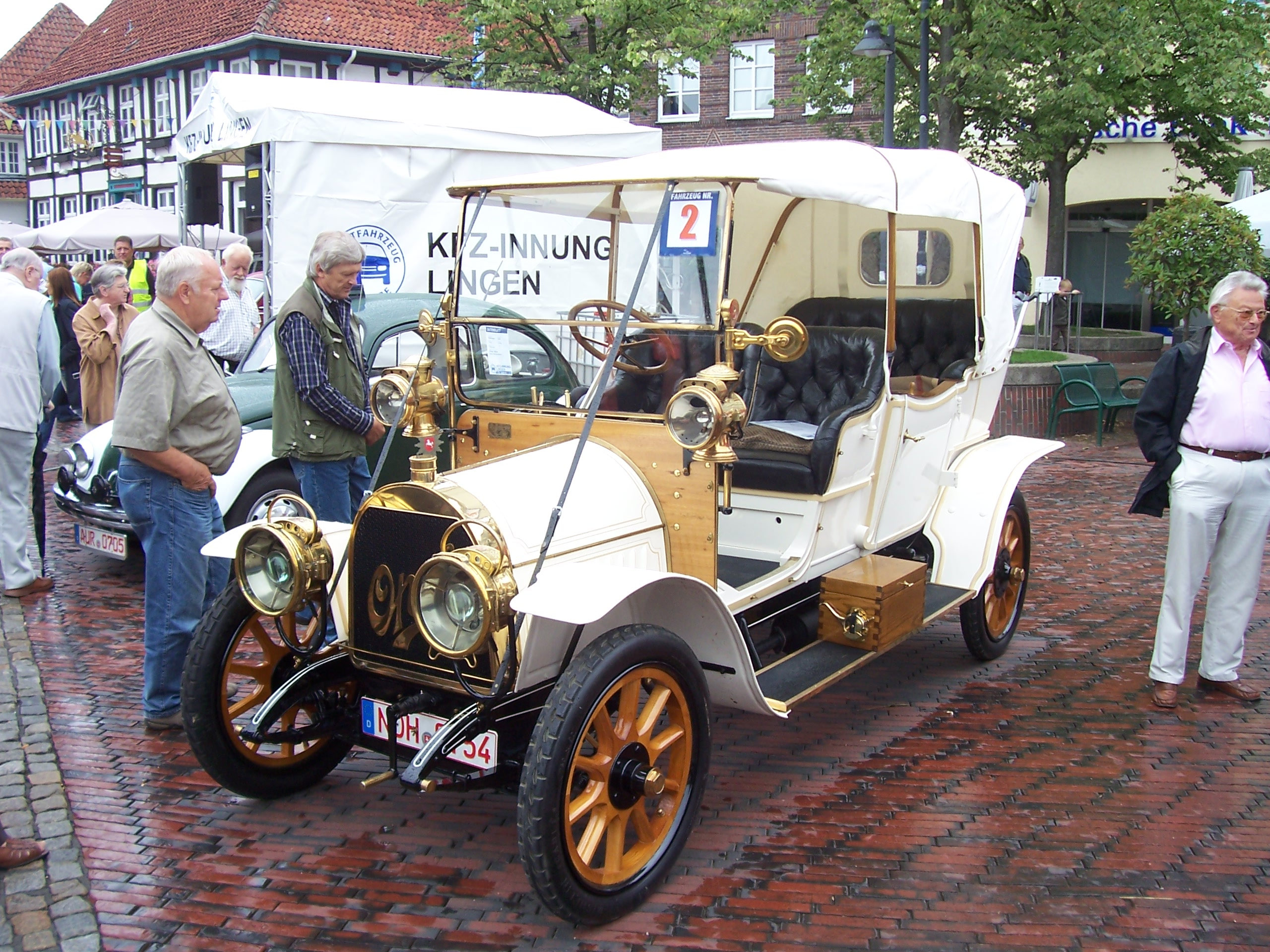
Opel 8 16 Doppelphaeton Lingen 8. August 2010

Der Opel 8/16 PS war ein PKW der oberen Mittelklasse, den die Adam Opel KG nur im Jahre 1910 als Nachfolger des Modells 10/12 PS baute.

## Geschichte und Technik
Der Motor war ein Vierzylinder-Blockmotor mit 1847 cm³ Hubraum (Bohrung × Hub = 70 mm × 120 mm), der 16 PS (11,8 kW) bei 1600/min. leistete. Der seitengesteuerte Motor war wassergekühlt. Die Motorleistung wurde über eine Lederkonuskupplung, ein Dreiganggetriebe mit Handschaltung und eine Kardanwelle an die Hinterachse weitergeleitet. Die Höchstgeschwindigkeit der Wagen lag bei 55 km/h.
Der Rahmen bestand aus Stahlblech-U-Profilen. Die beiden Starrachsen waren an halbelliptischen Längsblattfedern aufgehängt. Die Betriebsbremse war als Innenbackenbremse ausgeführt, die auf die Getriebeausgangswelle wirkte. Die Handbremse wirkte auf die Trommeln an den Hinterrädern.
Es gab drei Karosserievarianten, einen viersitzigen Doppelphaeton, eine viertürige Limousine und ein ebensolches Landaulet.
Die billigste Variante (Doppelphaeton) kostete 6500 RM.
Der 8/16 PS wurde noch im Jahr seines Erscheinens wieder eingestellt. Im Folgejahr ersetzte ihn der 8/20 PS.